# Discothyrea patrizii
Discothyrea patrizii is een mierensoort uit de onderfamilie van de Proceratiinae. De wetenschappelijke naam van de soort is voor het eerst geldig gepubliceerd in 1949 door Weber.